# Prins Bernhardhoeve
De Prins Bernhardhoeve was een evenementen-, congres- en beurscomplex in het Drentse dorp Zuidlaren in 1954 geopend en in 2007 gesloten. Na nog enkele jaren hergebruik was het complex in 2014 definitief gesloten en is het gebouw in 2016 gesloopt.
Het complex was gelegen aan de Brink en bestond uit hallen aan de Brink Oostzijde, een traverse en hallen aan de achterzijde. Het was bij elkaar 40.000 m² groot en bood plaats aan maximaal 10.000 bezoekers. De hallen waren vernoemd naar leden van het Koninklijk Huis, en wijlen Prins Bernhard was de beschermheer van dit complex. 

## Geschiedenis

### Gebruik
In de Prins Bernardhoeve vonden beurzen, congressen en andere grootschalige evenementen plaats. Vaste jaarlijkse beurzen waren onder andere:
- Caravanbeurs
- Horecabeurs
- Bouwvakbeurs
- Landbouwwerktuigenbeurs: Dit was de grootste beurs vanaf het openingsjaar 1956, en daarvoor al in de buitenlucht sinds 1948.[3]
- Woonbeurs: Deze jaarlijkse woonbeurs was ooit opgezet door Wim van Krimpen.

De Prins Bernhardhoeve stond ook bekend om de jaarlijks terugkerende evenementen als de kleindierenshow De Noordshow, de Wielerzesdaagse van het Noorden en het dancefestival District One.
Ook waren er sportevenementen. In de jaren 1980 waren er de Nederlandse indoorkampioenschappen in 1983, 1984 en 1986. In 1999 en 2000 werd Domino Day hier gehouden, een evenement rond een wereldrecordpoging vallende dominostenen. 

### Sluiting beurscomplex en hergebruik
In 2007 werd het complex gesloten en verkocht aan ontwikkelaar Leyten. Deze wilde winkels en woningen bouwen op het terrein. Beurzen werden door een overeenkomst met de voormalige eigenaar WTC Expo uit Leeuwarden middels een overeenkomst uitgesloten. 
Vanaf 1 oktober 2009 werd een verkleind complex van ca. 16.000 m² in drie hallen geëxploiteerd. Dit waren de Prins Constantijnhal - gelegen naast de hoofdingang van het gebouw - met een oppervlakte van 5544 m², de Prins Johan Frisohal (2820 m²) en de Prinses Julianahal.
In 2013 kwam WTC Expo met de toenmalige eigenaar PBhoeve beheer overeen dat er weer beurzen naar Zuidlaren mochten komen. De eerste grote beurs was een woonbeurs. In 2014 zijn de voorste hallen en de traverse van het complex gesloopt om ruimte te maken voor onder andere een supermarkt, zakelijke dienstverlening, horeca en een gezondheidscentrum. In dat jaar maakten de beursactiviteiten plaats voor een zandsculpturententoonstelling. 

### Definitieve sluiting en sloop
Na het faillissement van PBhoeve beheer in maart 2015 gingen deze activiteiten verder onder de naam "Doe Museum Prins Bernhardhoeve". Dit museum verhuisde begin 2016 naar Veendam, waarna de poorten van de Prins Bernhardhoeve definitief werden gesloten. 
De gemeente Tynaarlo heeft direct na het vrijkomen van het voorbereidingsbudget ten behoeve van de woningbouw in 2020 besloten het laatste staketsel van de voormalige Willem Alexanderhal te slopen. Als symbolische laatste handeling haalde de gemeente het historische aankondigingsbord van de Prins Bernard Hoeve aan de Brink O.Z. weg en voerde het af als oud ijzer.